# Rada Dowództwa Rewolucji (Irak)
Rada Dowództwa Rewolucji – naczelny organ władzy wykonawczej i ustawodawczej w Iraku w latach 1968–2003, od objęcia władzy przez partię Baas drogą zamachu stanu do obalenia rządów Saddama Husajna po interwencji amerykańskiej.

## Historia
Rada Dowództwa Rewolucji w Iraku została utworzona 18 lipca 1968, dzień po przeprowadzeniu przez iracką partię Baas udanego zamachu stanu. Od początku była najwyższym organem władzy zarówno wykonawczej, jak i ustawodawczej w Iraku pod rządami baasistów. W pierwszym składzie Rady znalazło się trzech czołowych działaczy partii Baas (Ahmad Hasan al-Bakr, Salih Mahdi Ammasz oraz Hardan at-Tikriti), dwóch działaczy niezwiązanych z nią bliżej, ale gotowych podporządkować się polityce pierwszej grupy (Hammad Szihab, Sadun Ghajdan) oraz dwóch bezpartyjnych wojskowych (Abd ar-Razzak an-Najif, Ibrahim Abd ar-Rahman ad-Da'ud). Już 30 lipca baasiści zmusili jednak dwóch ostatnich do opuszczenia Iraku. Niezależnie od Rady po zamachu stanu utworzony został rząd z Ahmadem Hasanem al-Bakrem na czele, jednak faktycznie kluczowe kwestie rozstrzygane były na forum Rady. Jej status najwyższej władzy ustawodawczej i wykonawczej potwierdziła przyjęta we wrześniu 1968 tymczasowa konstytucja iracka, w której zapisano, że Rada odpowiada za swoje działania jedynie przed iracką partią Baas, i ta podległość była jednak w praktyce iluzoryczna. Przy Radzie działało Biuro Bezpieczeństwa, odpowiedzialne przed prezydentem, zajmujące się inwigilacją opozycji politycznej i religijnej.
W pierwszych latach po zamachu stanu z lipca 1968 najbardziej wpływowym politykiem w Radzie był al-Bakr, jednak jego władza nie była nieograniczona. Marion Farouk-Sluglett i Peter Sluglett określają faktyczny ustrój ówczesnego Iraku jako kolektywną dyktaturę. W irackiej propagandzie podkreślano, że decyzje w państwie były podejmowane kolektywnie. Początkowo w składzie Rady dominowali wojskowi, jednak już w 1969 włączono do niej grupę zawodowych działaczy partii Baas wywodzących się z tzw. sunnickiego trójkąta. We wrześniu najpotężniejszą postacią w Radzie był już Saddam Husajn, który zdołał doprowadzić do usunięcia z niej najpoważniejszych konkurentów (Saliha Mahdiego Ammasza i Hardana at-Tikritiego) lub zmarginalizować ich. Ahmad Hasan al-Bakr ostatecznie stracił dawną pozycję w 1977, gdy zrzekł się stanowiska ministra obrony. W tym samym roku do Rady dokooptowano grupę nowych działaczy, których wcześniej włączono także do Przywództwa Regionalnego irackiej partii Baas. Dwa lata później Saddam Husajn przeprowadził czystkę w Radzie, ogłaszając, że pięciu jej członków, w tym tacy, którzy przez wiele lat byli jego współpracownikami, planowało zamach na jego życie. Pokazowemu procesowi nad politykami przewodniczył członek Rady, Na'im Haddad, a ich wymuszone zeznania emitowano w telewizji.
Rada Dowództwa Rewolucji straciła na faktycznym znaczeniu po skonsolidowaniu dyktatorskiej władzy przez Saddama Husajna.
Radę Dowództwa Rewolucji zlikwidowano w ramach polityki debasyfikacji po tym, gdy rządy Saddama Husajna zostały obalone przez interwencję Stanów Zjednoczonych i ich sojuszników.

## Skład Rady
| Nazwisko                          | Data włączenia | Data wykluczenia                                                            |
| --------------------------------- | -------------- | --------------------------------------------------------------------------- |
| Ahmad Hasan al-Bakr               | 18 lipca 1968  | Zrezygnował z członkostwa w Radzie w 1979.                                  |
| Salih Mahdi Ammasz                | 18 lipca 1968  | wrzesień 1971                                                               |
| Hardan at-Tikriti                 | 18 lipca 1968  | październik 1970                                                            |
| Abd ar-Razzak an-Najif            | 18 lipca 1968  | 30 lipca 1968                                                               |
| Ibrahim Abd ar-Rahman ad-Da'ud    | 18 lipca 1968  | 30 lipca 1968                                                               |
| Hammad Szihab                     | 18 lipca 1968  | Pozostawał w radzie do śmierci podczas zamachu stanu Nazima Kazzara w 1973. |
| Sadun Ghajdan                     | 18 lipca 1968  | czerwiec 1982                                                               |
| Saddam Husajn                     | listopad 1969  | Pozostawał w radzie do obalenia jego dyktatorskich rządów w 2003.           |
| Abd Allah Sallum as-Samarra'i     | listopad 1969  | 1970                                                                        |
| Abd al-Chalik as-Samarra'i        | listopad 1969  | lipiec 1973                                                                 |
| Szafik al-Kamali                  | listopad 1969  | 1970 lub 1973                                                               |
| Abd al-Karim asz-Szajchli         | listopad 1969  | wrzesień 1971                                                               |
| Murtada al-Hadisi                 | listopad 1969  | czerwiec 1974                                                               |
| Taha Jasin Ramadan                | listopad 1969  | Członek Rady do jej rozwiązania w 2003                                      |
| Salah Umar al-Ali                 | listopad 1969  | 1973                                                                        |
| Izzat Mustafa                     | listopad 1969  | marzec 1977                                                                 |
| Izzat Ibrahim ad-Duri             | listopad 1969  | Członek Rady do jej rozwiązania w 2003                                      |
| Burhan ad-Din Mustafa             | wrzesień 1977  | Członek Rady do jej rozwiązania w 2003                                      |
| Na’im Haddad                      | wrzesień 1977  | 1986                                                                        |
| Tajjih Abd al-Karim               | wrzesień 1977  | Członek Rady do jej rozwiązania w 2003                                      |
| Tahir Taufik al-Ani               | wrzesień 1977  | Członek Rady do jej rozwiązania w 2003                                      |
| Abd al-Fattah Ibrahim al-Jasin    | wrzesień 1977  | Członek Rady do jej rozwiązania w 2003                                      |
| Hasan al-Amiri                    | wrzesień 1977  | Członek Rady do jej rozwiązania w 2003                                      |
| Dżafar Kasim Hammudi              | wrzesień 1977  | Członek Rady do jej rozwiązania w 2003                                      |
| Tarik Aziz                        | wrzesień 1977  | Członek Rady do jej rozwiązania w 2003                                      |
| Abd Allah Fadil Abbas             | wrzesień 1977  | Członek Rady do jej rozwiązania w 2003                                      |
| Adnan Chajr Allah                 | wrzesień 1977  | Pozostawał w radzie do śmierci w katastrofie helikoptera 4 maja 1989        |
| Sadun Szakir                      | wrzesień 1977  | Odszedł na emeryturę w 1990                                                 |
| Muhji Abd al-Husajn al-Maszhadi   | wrzesień 1977  | Skazany na śmierć i stracony na przełomie lipca i sierpnia 1979             |
| Adnan al-Hamdani                  | wrzesień 1977  | Skazany na śmierć i stracony na przełomie lipca i sierpnia 1979             |
| Muhammad Ajisz                    | wrzesień 1977  | Skazany na śmierć i stracony na przełomie lipca i sierpnia 1979             |
| Muhammad Mahdżub                  | wrzesień 1977  | Skazany na śmierć i stracony na przełomie lipca i sierpnia 1979             |
| Ghanim Abd al-Dżalil              | wrzesień 1977  | Skazany na śmierć i stracony na przełomie lipca i sierpnia 1979             |
| Tarik Hammad al-Abd Allah         | lipiec 1979    | Członek Rady do jej rozwiązania w 2003                                      |
| Taha Muhji ad-Din Maruf           | czerwiec 1982  | Członek Rady do jej rozwiązania w 2003                                      |
| Ali Hasan al-Madżid               | wrzesień 1991  | Członek Rady do jej rozwiązania w 2003                                      |
| Muhammad Hamza az-Zubajdi         | wrzesień 1991  | 2001                                                                        |
| Mizban Chidr Hadi                 | wrzesień 1991  | Członek Rady do jej rozwiązania w 2003.                                     |
| Latif Nusajjif Dżasim             | luty 1994      | Członek Rady do jej rozwiązania w 2003.                                     |
| Muhammad Zimam Abd ar-Razzak      | luty 1994      | Członek Rady do jej rozwiązania w 2003.                                     |
| Abd al-Baki Abd al-Karim as-Sadun | luty 1994      | Członek Rady do jej rozwiązania w 2003.                                     |
| Samir Abd al-Aziz an-Nadżm        | luty 1994      | Członek Rady do jej rozwiązania w 2003.                                     |
| Adil Abd Allah                    | luty 1994      | Członek Rady do jej rozwiązania w 2003.                                     |
| Aziz Salih an-Numan               | luty 1994      | Członek Rady do jej rozwiązania w 2003.                                     |
| Kusajj Husajn                     | maj 2001       | Członek Rady do jej rozwiązania w 2003.                                     |
| Jahja Abd Allah al-Abudi          | maj 2001       | Członek Rady do jej rozwiązania w 2003.                                     |
| Uklah Abu Sakr                    | maj 2001       | Członek Rady do jej rozwiązania w 2003.                                     |
| Raszid Ta'an Kazim                | maj 2001       | Członek Rady do jej rozwiązania w 2003.                                     |
| Fadil Mahmud Gharib               | maj 2001       | Członek Rady do jej rozwiązania w 2003.                                     |
| Muhsin Chadr al-Chafadżi          | maj 2001       | Członek Rady do jej rozwiązania w 2003.                                     |
| Huda Salih Mahdi Ammasz           | maj 2001       | Członkini Rady do jej rozwiązania w 2003.                                   |